# Trockenhafen

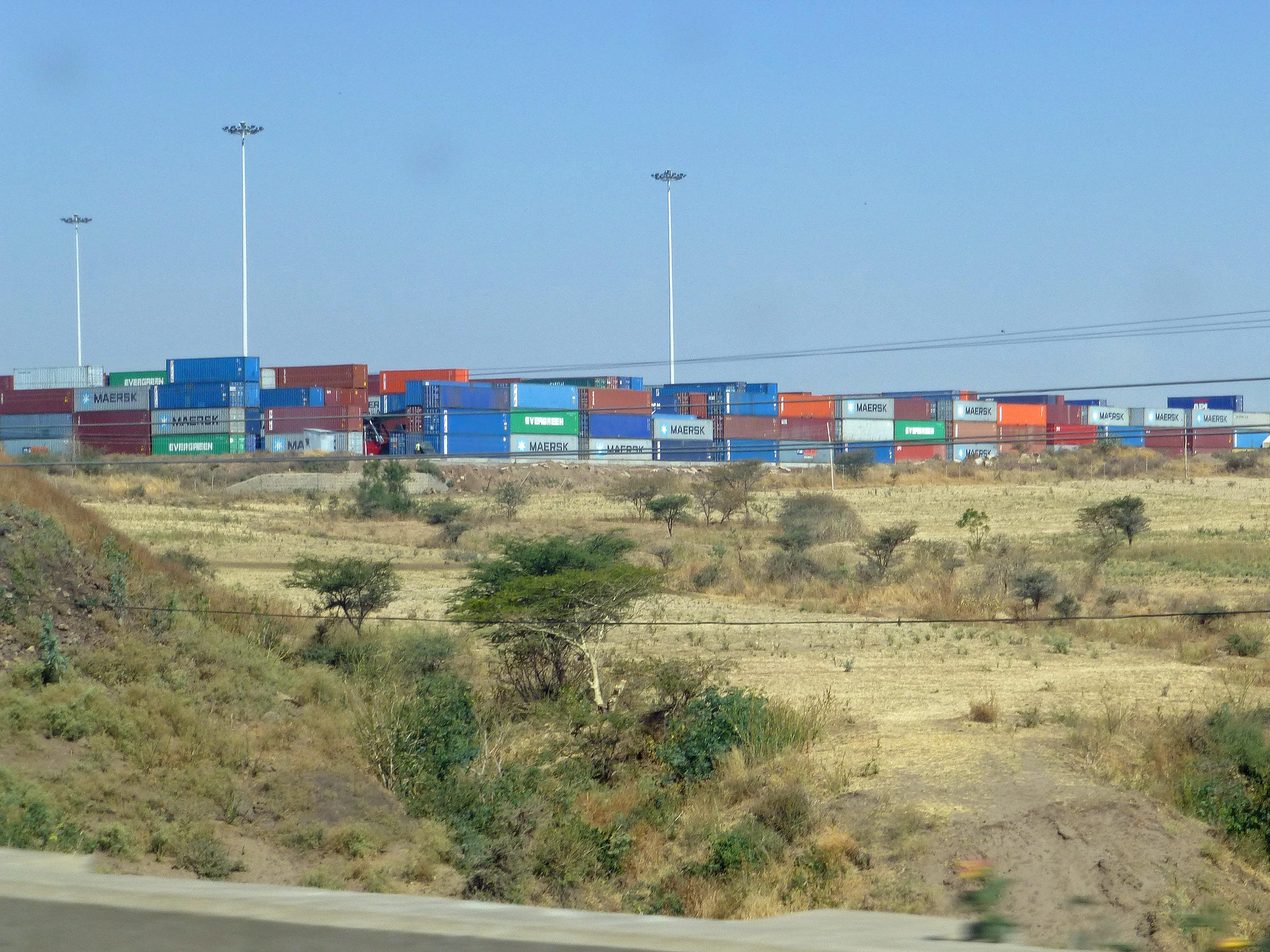
Trockenhafen in Mojo, Äthiopien

Ein Trockenhafen (englisch dry port oder hinterland hub) ist ein Güterverkehrszentrum oder ein Rangierbahnhof (oder eine Kombination von beidem) im Binnenland mit einer leistungsfähigen direkten Schienenanbindung an einen Seehafen. Der Trockenhafen übernimmt Teilaufgaben eines Hafens und erweitert dadurch dessen Kapazität.

## Motivation und Konzept
Viele existierende Häfen können flächenmäßig nicht erweitert werden, so dass es zweckmäßig ist, bestimmte Funktionen in das Hinterland zu verlagern, z. B. Zollabfertigung, Zwischenlagerung, Zusammenstellung von Güterzügen und Umladung auf LKW. Da sämtliche Anlagen „auf der grünen Wiese“ errichtet werden, also ohne die räumlichen Einschränkungen eines „historisch gewachsenen“ Hafens, können die Arbeitsabläufe optimimiert werden. Man verspricht sich von dem Konzept schnelleren Güterumschlag, kürzere Liegezeiten für Schiffe, geringeren Treibstoffverbrauch und CO2-Einsparungen. Ein Trockenhafen kann auch mehrere Seehäfen bedienen.

## Trockenhäfen in Afrika
- Ägypten – Madinat as-Sadis min Uktubar
- Angola – Viana
- Äthiopien – Mojo

## Trockenhäfen in Asien
- Indonesien – Cikarang Dry Port, West-Java
- Volksrepublik China – Korgas
- Pakistan – Multan
- Pakistan – Sialkot Dry Port
- Sri Lanka – Aitken Spence Mabole Dry Port
- Nepal – Sirsiya

## Trockenhäfen in Europa
- Russland – Modul Terminal Pulkovo, Sankt Petersburg
- Russland – Modul Süd, Sankt Petersburg
- Belgien – Trockenhafen von Athus

## Trockenhäfen in Nordamerika
- Kanada – CentrePort Canada, Winnipeg
- Kanada – Global Transportation Hub, Regina (Saskatchewan)
- Kanada – Port Alberta, Edmonton Capital Region